# Lysimachia vietnamensis
Lysimachia vietnamensis är en viveväxtart som beskrevs av P.K.Lôc och C.M.Hu. Lysimachia vietnamensis ingår i släktet lysingar, och familjen viveväxter. Inga underarter finns listade i Catalogue of Life.